# Montsoreau

Montsoreau (franceză Montsoreau; pronunție în franceză [mɔ̃sɔʁo]) este o comună a Văii Loarei din departamentul Maine-et-Loire din vestul Franței, în Loara, la 160 km de coasta atlantică și la 250 km de la Paris. Satul este listat printre cele mai frumoase sate din Franța și o parte din Valea Loarei, patrimoniul mondial UNESCO. În 2015 avea o populație de 447 de locuitori.
În 2015, colecționarul de artă contemporană francez Philippe Méaille asociat cu Christian Gillet, președintele departamentului francez din Maine-et-Loire, a semnat un acord pentru a transforma Château de Montsoreau într-un muzeu de artă contemporană internațională pentru următorii 25 de ani. Château de Montsoreau a ajuns acasă pentru colecția extraordinară Méaille de conceptualiști radicali Art & Language și a fost redenumită Muzeul de Artă Contemporană-Castelul Montsoreau.
Montsoreau a fost identificat sub numele de Restis (frânghie sau plasă de pește) la sfârșitul antichității clasice ca un port de pe Loire, la confluența Loirei și Vienne. Numele Montsoreau (Muntele Soreau) a luat-o de pe un promontoriu stâncos situat în albia râului Loara și înconjurat de apă. Au existat trei clădiri importante pe acest promontoriu, un templu galero-roman sau o clădire administrativă, un castel fortificatiar, iar astăzi un palat renascentist.

## Etimologie
Numele lui Munte Soreau (Castrum Monte Sorello, Mons Sorello, Mountsorrell, Monte-Sorel, Monsorel, Munsorel, Muntesorel sau Montsorel) apare pentru prima dată în forma sa latină în 1086 într-un cartular. Mons sau Monte (munte) se referă la promontoriul stâncos, situat în albia râului Loire, și pe care a fost construită cetatea Montsoreau. Nu a fost dată nici o interpretare a numelui Sorello, care se găsește în mai multe forme latinizate: Sorello, Sorel, Sorelli.

## Imagini

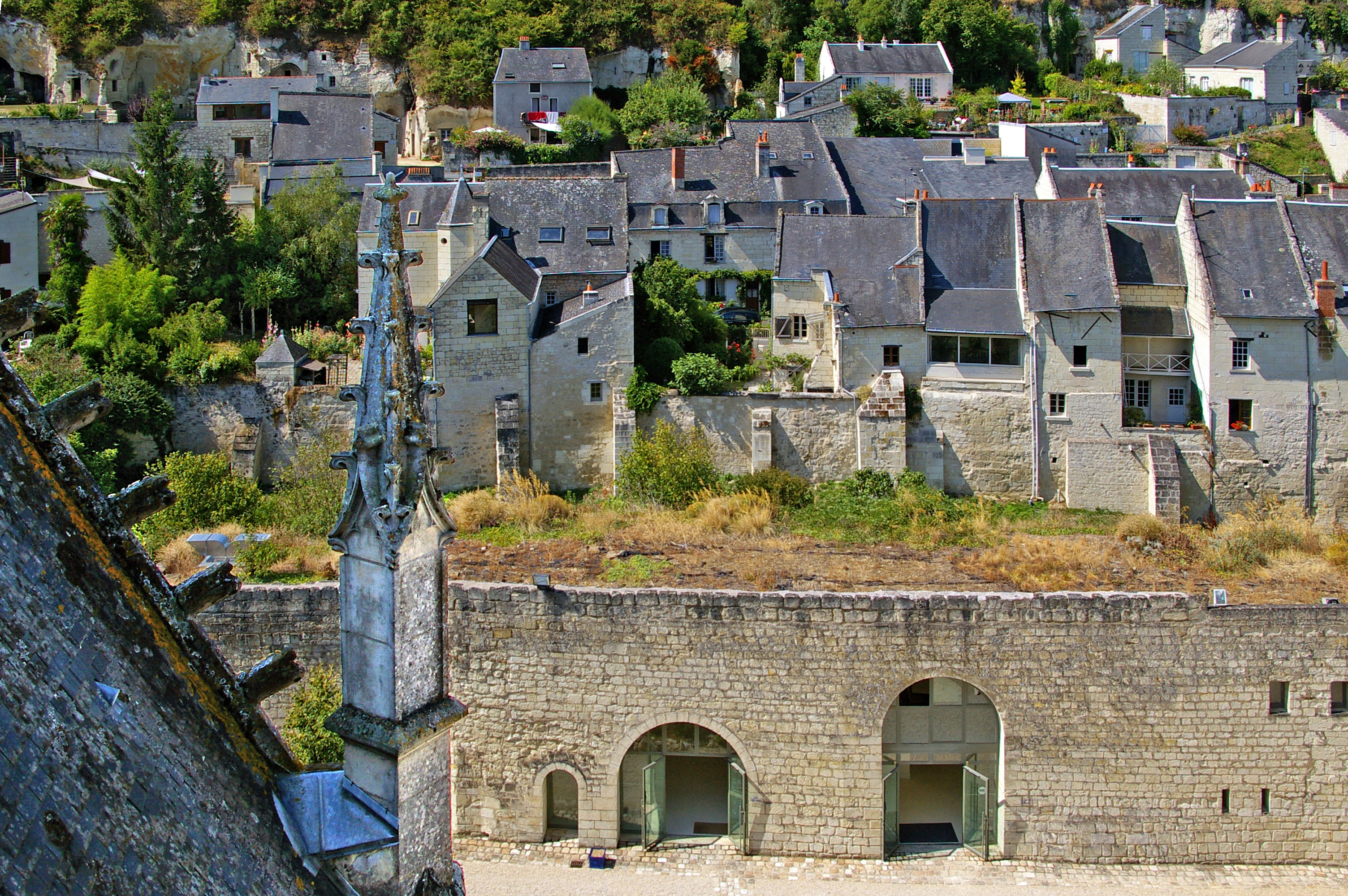
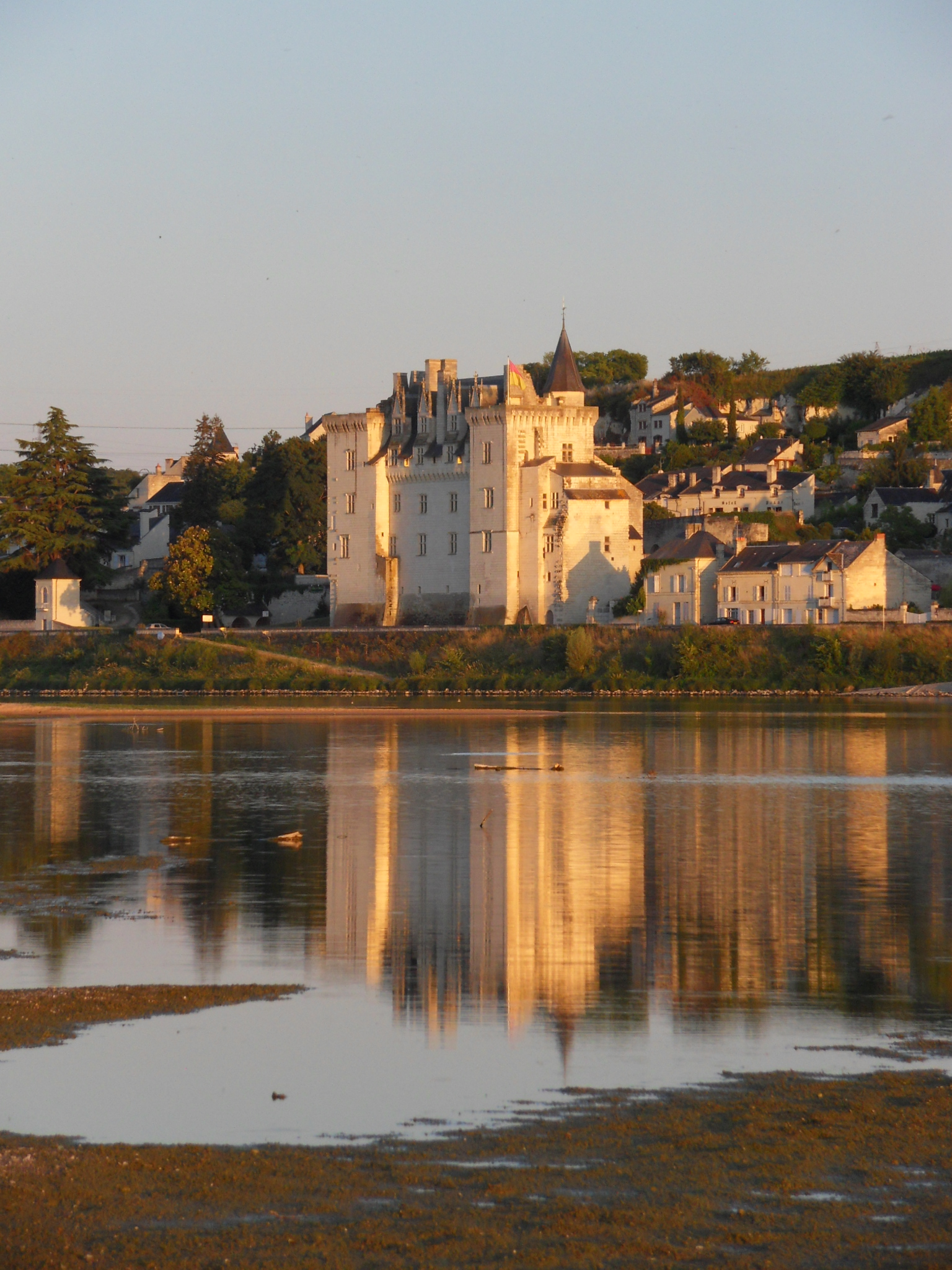
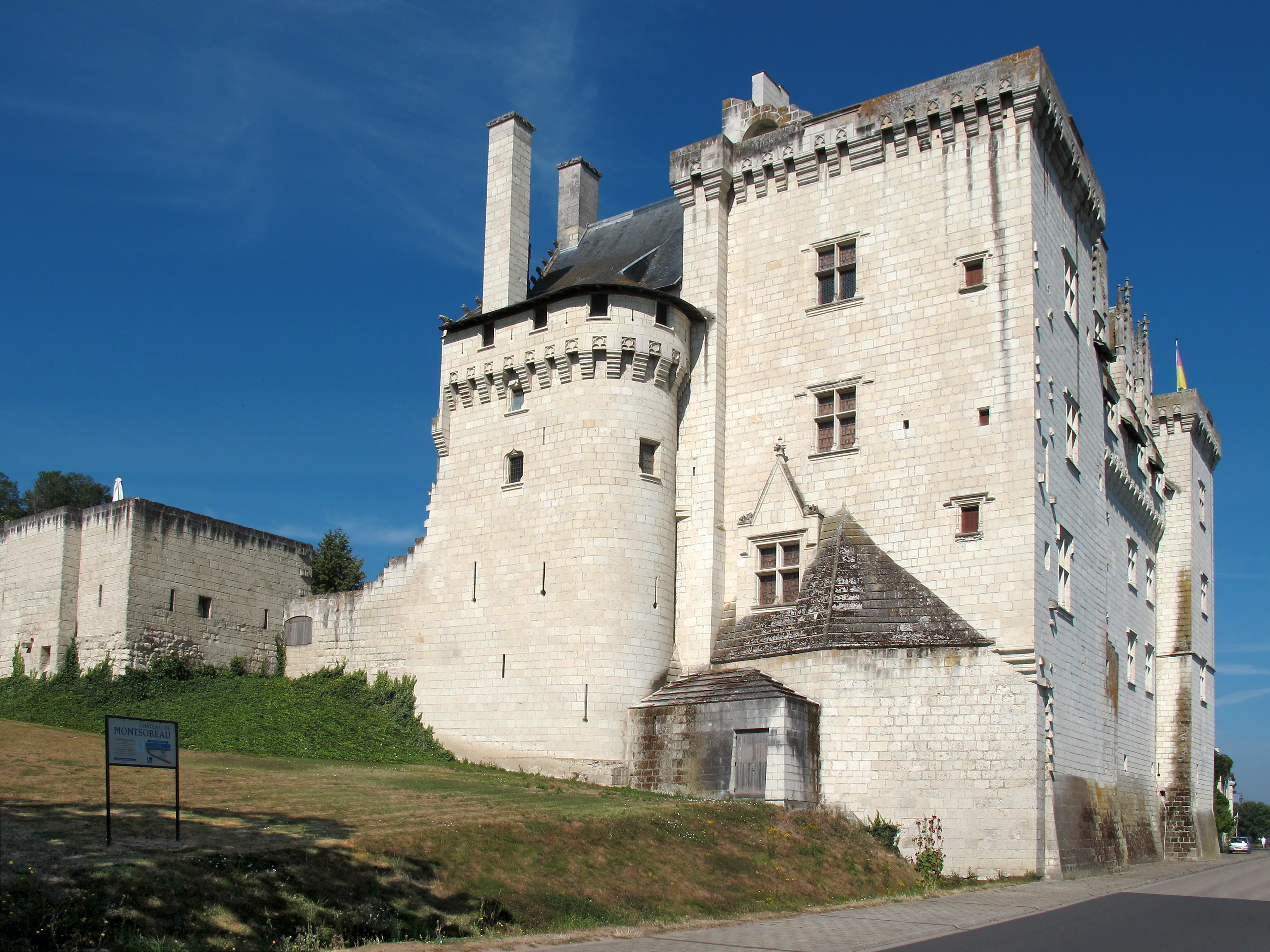
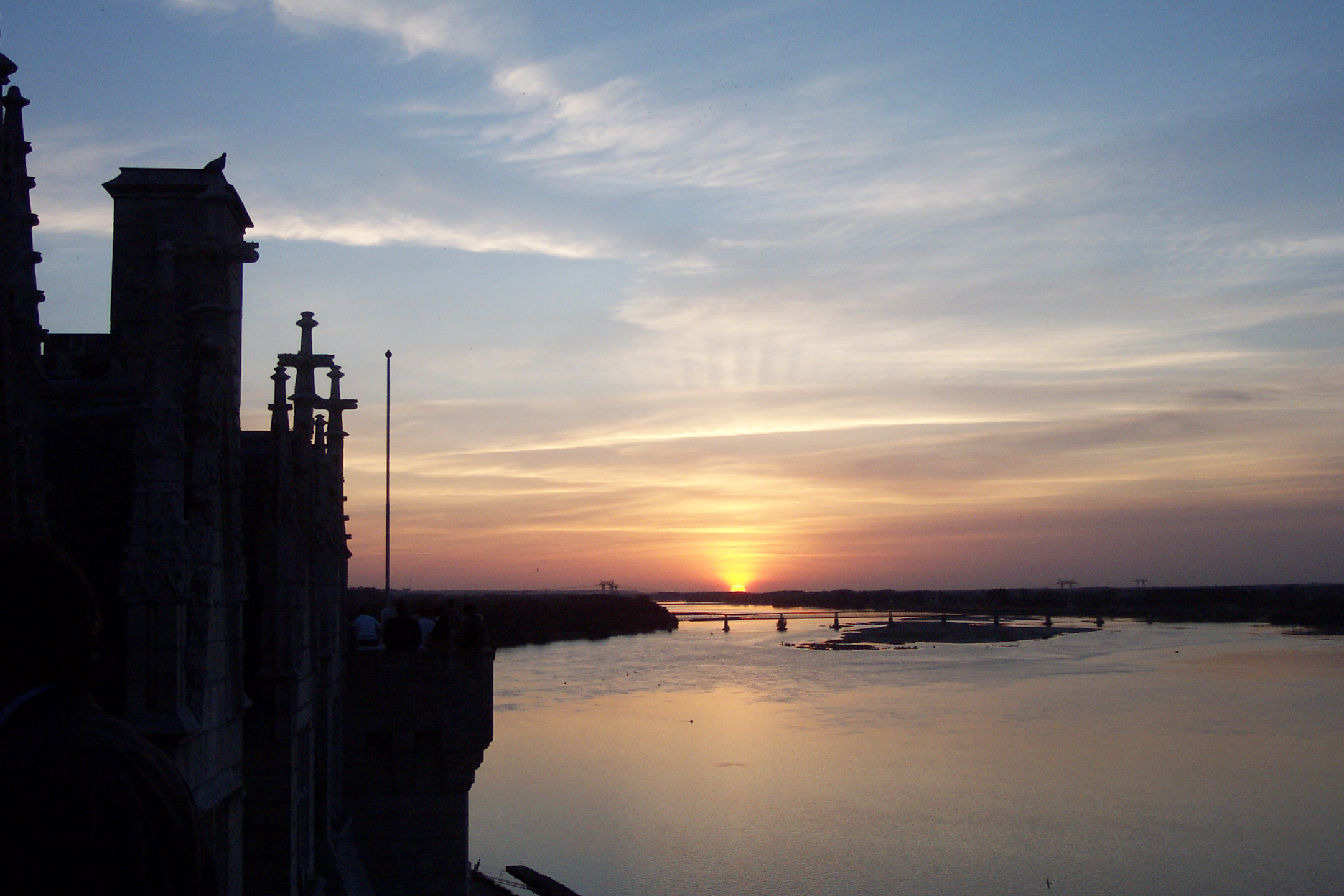
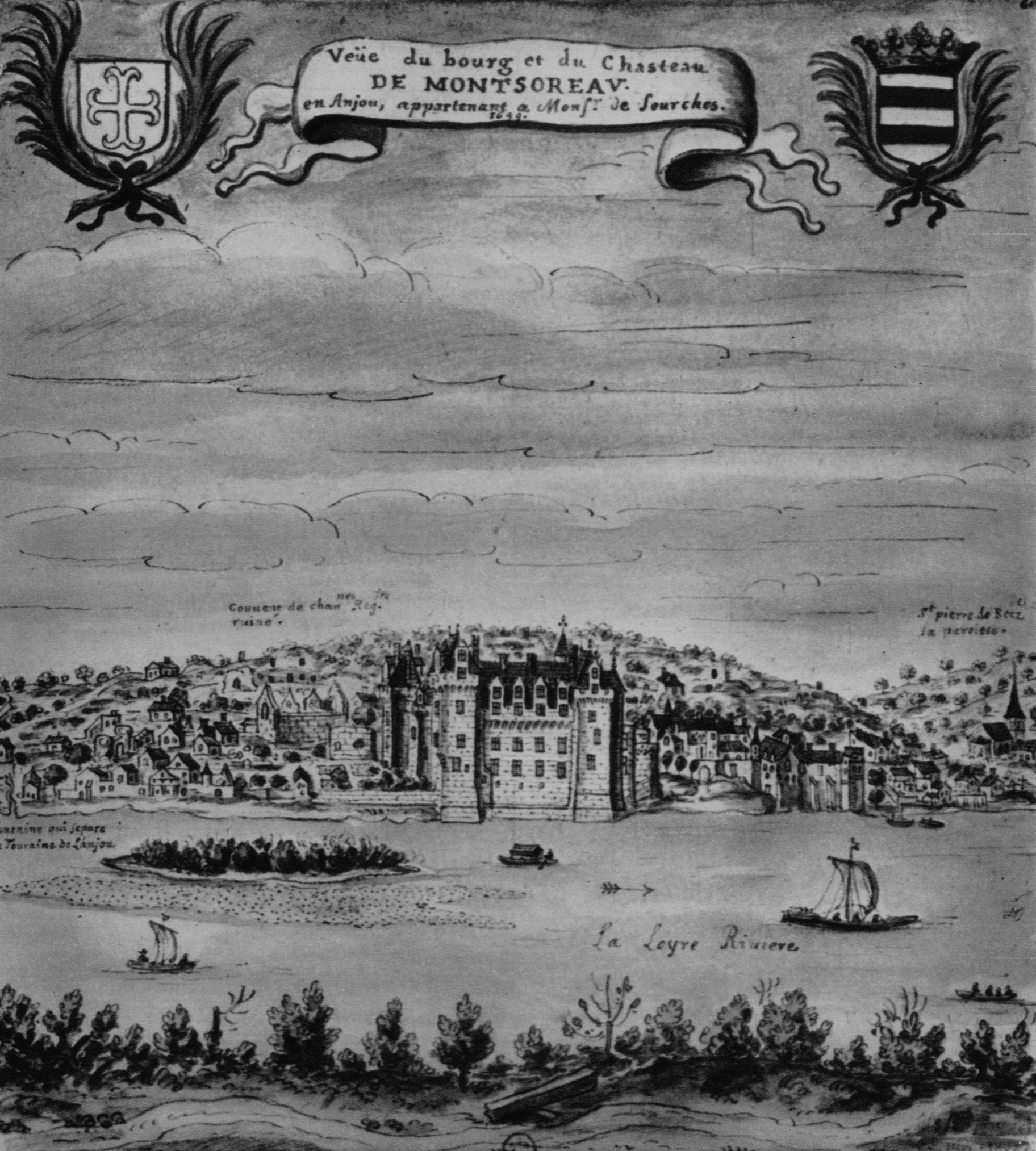

### Variațiile numelui
- Montsoreau
- Monsoreau

## Climă
Clima din Montsoreau este caracterizată de soarele ridicat al Valea Loarei, o regiune favorabilă pentru vin și cultivarea fructelor. În plus, există influențe oceanice importante și apropierea Loarei, oferind satului un climat denumit local "dulce". Vara este caldă și uscată iar iarna este ușoară și umedă. Precipitarea este scăzută până la medie în timpul inter-sezonului. Vântul este caracteristic coridorului Loara, mediu și relativ constant.
| Date climatice pentru Montsoreau                                      | Date climatice pentru Montsoreau | Date climatice pentru Montsoreau | Date climatice pentru Montsoreau | Date climatice pentru Montsoreau | Date climatice pentru Montsoreau | Date climatice pentru Montsoreau | Date climatice pentru Montsoreau | Date climatice pentru Montsoreau | Date climatice pentru Montsoreau | Date climatice pentru Montsoreau | Date climatice pentru Montsoreau | Date climatice pentru Montsoreau | Date climatice pentru Montsoreau |
| Luna                                                                  | Ian                              | Feb                              | Mar                              | Apr                              | Mai                              | Iun                              | Iul                              | Aug                              | Sep                              | Oct                              | Nov                              | Dec                              | Anual                            |
| --------------------------------------------------------------------- | -------------------------------- | -------------------------------- | -------------------------------- | -------------------------------- | -------------------------------- | -------------------------------- | -------------------------------- | -------------------------------- | -------------------------------- | -------------------------------- | -------------------------------- | -------------------------------- | -------------------------------- |
| Maxima medie °C (°F)                                                  | 11.1 (52)                        | 12.1 (53,8)                      | 15.1 (59,2)                      | 17.4 (63,3)                      | 22.5 (72,5)                      | 27 (81)                          | 26.4 (79,5)                      | 27.2 (81)                        | 21.6 (70,9)                      | 19.9 (67,8)                      | 12.7 (54,9)                      | 9.2 (48,6)                       | 19,2 (66,6)                      |
| Media zilnică °C (°F)                                                 | 6.2 (43,2)                       | 8.2 (46,8)                       | 10.8 (51,4)                      | 10.9 (51,6)                      | 16.5 (61,7)                      | 20.6 (69,1)                      | 20.8 (69,4)                      | 21.4 (70,5)                      | 16.5 (61,7)                      | 15 (59)                          | 8.5 (47,3)                       | 5.9 (42,6)                       | 14,1 (57,4)                      |
| Minima medie °C (°F)                                                  | 8.8 (47,8)                       | 4 (39)                           | 6.5 (43,7)                       | 4.5 (40,1)                       | 10.6 (51,1)                      | 14.2 (57,6)                      | 15.3 (59,5)                      | 15.3 (59,5)                      | 11.2 (52,2)                      | 10.2 (50,4)                      | 4.4 (39,9)                       | 2.6 (36,7)                       | 9,0 (48,2)                       |
| Precipitații mm (inches)                                              | 66 (2.6)                         | 35 (1.38)                        | 50 (1.97)                        | 3.5 (0.138)                      | 45 (1.77)                        | 51 (2.01)                        | 27 (1.06)                        | 15.5 (0.61)                      | 34 (1.34)                        | 11.5 (0.453)                     | 29 (1.14)                        | 40 (1.57)                        | 411 (16,18)                      |
| Umiditate [%]                                                         | 88                               | 84                               | 80                               | 77                               | 77                               | 75                               | 74                               | 76                               | 80                               | 86                               | 89                               | 89                               | 81,3                             |
| Nr. mediu de zile cu ninsoare                                         | 1.7                              | 1.9                              | 1.4                              | 0.2                              | 0.1                              | 0.0                              | 0.0                              | 0.0                              | 0.0                              | 0.0                              | 0.4                              | 1.3                              | 7,0                              |
| Ore însorite                                                          | 69.9                             | 90.3                             | 144.2                            | 178.5                            | 205.6                            | 228                              | 239.4                            | 236.4                            | 184.7                            | 120.6                            | 67.7                             | 59.2                             | 1.824,5                          |
| Sursa nr. 1: Climatologie mensuelle à la station de Montreuil-Bellay. |                                  |                                  |                                  |                                  |                                  |                                  |                                  |                                  |                                  |                                  |                                  |                                  |                                  |
| Sursa nr. 2: Infoclimat.fr (humidity, snowy days 1961–1990)           |                                  |                                  |                                  |                                  |                                  |                                  |                                  |                                  |                                  |                                  |                                  |                                  |                                  |